# غونزالو رودريغيز (لاعب كرة قدم إسباني)
غونزالو رودريغيز (بالإسبانية: Gonzalo Rodríguez)‏ هو لاعب كرة قدم إسباني، ولد في 27 يونيو 1991 في ألكالا دي إيناريس في إسبانيا. لعب مع ريال سوسيداد ديبورتيفا الكالا.

## وصلات خارجية
- غونزالو رودريغيز على موقع قاعدة بيانات كرة القدم.إي يو (الإنجليزية)
- غونزالو رودريغيز على موقع Soccerway.com (الإنجليزية)
- غونزالو رودريغيز على موقع AS.com (الإسبانية)